# Torna az 1956. évi nyári olimpiai játékokon
Az 1956. évi nyári olimpiai játékokon a tornában tizenöt versenyszámban osztottak érmeket. A nőknél Keleti Ágnes és a szovjet Larisza Latinyina négy-négy aranyérmet, a férfiaknál Viktor Csukarin és Valentyin Muratov három-három első helyet ért el.

## Férfi

### Éremtáblázat
A táblázatban a rendező ország csapata eltérő háttérszínnel, az egyes számoszlopok legmagasabb értéke vagy értékei vastagítással kiemelve.
| Az 1956. évi nyári olimpiai játékok éremtáblázata férfi tornában | Az 1956. évi nyári olimpiai játékok éremtáblázata férfi tornában | Az 1956. évi nyári olimpiai játékok éremtáblázata férfi tornában | Az 1956. évi nyári olimpiai játékok éremtáblázata férfi tornában | Az 1956. évi nyári olimpiai játékok éremtáblázata férfi tornában | Olimpia  |
| ---------------------------------------------------------------- | ---------------------------------------------------------------- | ---------------------------------------------------------------- | ---------------------------------------------------------------- | ---------------------------------------------------------------- | -------- |
|                                                                  | Ország                                                           | Arany                                                            | Ezüst                                                            | Bronz                                                            | Összesen |
| 1.                                                               | Szovjetunió (URS)                                                | 7                                                                | 3                                                                | 3                                                                | 13       |
| 2.                                                               | Japán (JPN)                                                      | 1                                                                | 5                                                                | 5                                                                | 11       |
| 3.                                                               | Egyesült Német Csapat (EUA)                                      | 1                                                                | 0                                                                | 0                                                                | 1        |
| 4.                                                               | Svédország (SWE)                                                 | 0                                                                | 1                                                                | 0                                                                | 1        |
| 5.                                                               | Finnország (FIN)                                                 | 0                                                                | 0                                                                | 1                                                                | 1        |
|                                                                  |                                                                  |                                                                  |                                                                  |                                                                  |          |
| Összesen                                                         | Összesen                                                         | 9                                                                | 9                                                                | 9                                                                | 27       |

### Érmesek
A táblázatban a rendező ország csapata eltérő háttérszínnel, az egyes számoszlopok legmagasabb értéke, vagy értékei vastagítással kiemelve.
| Az 1956. évi nyári olimpiai játékok érmesei férfi tornában | | | |
| Versenyszám                                                | Arany | Ezüst | Bronz |
| Gyűrű                                                      | Albert Azarján · Szovjetunió (URS) · 19,35                                                                                        | Valentyin Muratov · Szovjetunió (URS) · 19,15                                                                           | Takemoto Maszao · Japán (JPN) · 19,10                                                                                                  |
| Gyűrű                                                      | Albert Azarján · Szovjetunió (URS) · 19,35                                                                                        | Valentyin Muratov · Szovjetunió (URS) · 19,15                                                                           | Kubota Maszami · Japán (JPN) · 19,10                                                                                                   |
| Korlát                                                     | Viktor Csukarin · Szovjetunió (URS) · 19,20                                                                                       | Kubota Maszami · Japán (JPN) · 19,15                                                                                    | Ono Takasi · Japán (JPN) · 19,10 |
| Korlát                                                     | Viktor Csukarin · Szovjetunió (URS) · 19,20                                                                                       | Kubota Maszami · Japán (JPN) · 19,15                                                                                    | Takemoto Maszao · Japán (JPN) · 19,10                                                                                                  |
| Lólengés                                                   | Borisz Sahlin · Szovjetunió (URS) · 19,25                                                                                         | Ono Takasi · Japán (JPN) · 19,20                                                                                        | Viktor Csukarin · Szovjetunió (URS) · 19,10                                                                                            |
| Nyújtó                                                     | Ono Takasi · Japán (JPN) · 19,60                                                                                                  | Jurij Tyitov · Szovjetunió (URS) · 19,40                                                                                | Takemoto Maszao · Japán (JPN) · 19,30                                                                                                  |
| Talaj                                                      | Valentyin Muratov · Szovjetunió (URS) · 19,20                                                                                     | Aihara Nobujuki · Japán (JPN) · 19,10                                                                                   | Nem adták ki |
| Talaj                                                      | Valentyin Muratov · Szovjetunió (URS) · 19,20                                                                                     | Viktor Csukarin · Szovjetunió (URS) · 19,10                                                                             | Nem adták ki |
| Talaj                                                      | Valentyin Muratov · Szovjetunió (URS) · 19,20                                                                                     | William Thoresson · Svédország (SWE) · 19,10                                                                            | Nem adták ki |
| Ugrás                                                      | Helmut Bantz · Egyesült Német Csapat (EUA) · 18,85                                                                                | Nem adták ki | Jurij Tyitov · Szovjetunió (URS) · 18,75                                                                                               |
| Ugrás                                                      | Valentyin Muratov · Szovjetunió (URS) · 18,85                                                                                     | Nem adták ki | Jurij Tyitov · Szovjetunió (URS) · 18,75                                                                                               |
| Összetett egyéni                                           | Viktor Csukarin · Szovjetunió (URS) · 114,25                                                                                      | Ono Takasi · Japán (JPN) · 114,20                                                                                       | Jurij Tyitov · Szovjetunió (URS) · 113,80                                                                                              |
| Összetett csapat                                           | Szovjetunió (URS) · Albert Azarján · Viktor Csukarin · Valentyin Muratov · Borisz Sahlin · Pavel Sztolbov · Jurij Tyitov · 568,25 | Japán (JPN) · Aihara Nobujuki · Cukavaki Sinszaku · Kóno Akira · Kubota Maszami · Ono Takasi · Takemoto Maszao · 566,40 | Finnország (FIN) · Raime Heinonen · Onni Lappalainen · Olavi Leimuvirta · Berndt Lindfors · Martti Mansikka · Kalevi Suoniemi · 555,95 |

## Női

### Éremtáblázat
A táblázatban Magyarország csapata eltérő háttérszínnel, az egyes számoszlopok legmagasabb értéke vagy értékei vastagítással kiemelve.
| Az 1956. évi nyári olimpiai játékok éremtáblázata női tornában | Az 1956. évi nyári olimpiai játékok éremtáblázata női tornában | Az 1956. évi nyári olimpiai játékok éremtáblázata női tornában | Az 1956. évi nyári olimpiai játékok éremtáblázata női tornában | Az 1956. évi nyári olimpiai játékok éremtáblázata női tornában | Olimpia  |
| -------------------------------------------------------------- | -------------------------------------------------------------- | -------------------------------------------------------------- | -------------------------------------------------------------- | -------------------------------------------------------------- | -------- |
|                                                                | Ország                                                         | Arany                                                          | Ezüst                                                          | Bronz                                                          | Összesen |
| 1.                                                             | Szovjetunió (URS)                                              | 4                                                              | 3                                                              | 3                                                              | 10       |
| 2.                                                             | Magyarország (HUN)                                             | 4                                                              | 2                                                              | 1                                                              | 7        |
| 3.                                                             | Svédország (SWE)                                               | 0                                                              | 1                                                              | 1                                                              | 2        |
| 4.                                                             | Csehszlovákia (TCH)                                            | 0                                                              | 1                                                              | 0                                                              | 1        |
| 5.                                                             | Románia (ROU)                                                  | 0                                                              | 0                                                              | 2                                                              | 2        |
| 6.                                                             | Lengyelország (POL)                                            | 0                                                              | 0                                                              | 1                                                              | 1        |
|                                                                |                                                                |                                                                |                                                                |                                                                |          |
| Összesen                                                       | Összesen                                                       | 8                                                              | 7                                                              | 8                                                              | 23       |

### Érmesek
A táblázatban a magyar csapat versenyzői eltérő háttérszínnel kiemelve.
| Az 1956. évi nyári olimpiai játékok érmesei női tornában | | | |
| Versenyszám                                              | Arany | Ezüst | Bronz |
| Felemás korlát                                           | Keleti Ágnes · Magyarország (HUN) · 18,966 | Larisza Latinyina · Szovjetunió (URS) · 18,833                                                                           | Szofja Muratova · Szovjetunió (URS) · 18,800                                                                                        |
| Gerenda                                                  | Keleti Ágnes · Magyarország (HUN) · 18,800 | Eva Bosáková · Csehszlovákia (TCH) · 18,633                                                                              | Nem adták ki |
| Gerenda                                                  | Keleti Ágnes · Magyarország (HUN) · 18,800 | Tamara Manyina · Szovjetunió (URS) · 18,633                                                                              | Nem adták ki |
| Talaj                                                    | Larisza Latinyina · Szovjetunió (URS) · 18,733                                                                                                | Nem adták ki | Elena Leușteanu · Románia (ROU) · 18,700                                                                                            |
| Talaj                                                    | Keleti Ágnes · Magyarország (HUN) · 18,733 | Nem adták ki | Elena Leușteanu · Románia (ROU) · 18,700                                                                                            |
| Ugrás                                                    | Larisza Latinyina · Szovjetunió (URS) · 18,833                                                                                                | Tamara Manyina · Szovjetunió (URS) · 18,800                                                                              | Tass Olga · Magyarország (HUN) · 18,733                                                                                             |
| Ugrás                                                    | Larisza Latinyina · Szovjetunió (URS) · 18,833                                                                                                | Tamara Manyina · Szovjetunió (URS) · 18,800                                                                              | Ann-Sofi Colling · Svédország (SWE) · 18,733                                                                                        |
| Összetett egyéni                                         | Larisza Latinyina · Szovjetunió (URS) · 74,933                                                                                                | Keleti Ágnes · Magyarország (HUN) · 74,633                                                                               | Szofja Muratova · Szovjetunió (URS) · 74,466                                                                                        |
| Összetett csapat                                         | Szovjetunió (URS) · Polina Asztahova · Ljudmila Jegorova · Ligyija Kalinyina · Larisza Latinyina · Tamara Manyina · Szofja Muratova · 444,787 | Magyarország (HUN) · Bodó Andrea · Keleti Ágnes · Kertész Alíz · Korondi Margit · Köteles Erzsébet · Tass Olga · 443,484 | Románia (ROU) · Georgeta Hurmuzachi · Sonia Inovan · Elena Leușteanu · Elena Mărgărit · Elena Săcălici · Emilia Vătășoiu · 438,185  |
| Kéziszercsapat                                           | Magyarország (HUN) · Bodó Andrea · Keleti Ágnes · Kertész Alíz · Korondi Margit · Köteles Erzsébet · Tass Olga                                | Svédország (SWE) · Evy Berggren · Ann-Sofi Colling · Doris Hedberg · Maude Karlén · Karin Lindberg · Eva Rönström        | Szovjetunió (URS) · Polina Asztahova · Ljudmila Jegorova · Ligyija Kalinyina · Larisza Latinyina · Tamara Manyina · Szofja Muratova |
| Kéziszercsapat                                           | Magyarország (HUN) · Bodó Andrea · Keleti Ágnes · Kertész Alíz · Korondi Margit · Köteles Erzsébet · Tass Olga                                | Svédország (SWE) · Evy Berggren · Ann-Sofi Colling · Doris Hedberg · Maude Karlén · Karin Lindberg · Eva Rönström        | Lengyelország (POL) · Dorota Jokiel · Natalia Kot · Danuta Nowak · Helena Rakoczy · Barbara Ślizowska · Lidia Szczerbińska          |